# 卡瓦耶斯
让·卡瓦耶斯（法語：Jean Cavaillès，法語：[ʒɑ̃ kavajɛs] ；1903年5月15日—1944年4月4日），是法国哲学家、逻辑学家，尤为擅长数学哲学和科学哲学，是法国历史认识论传统的代表人物之一。他还是第二次世界大战期间法国抵抗运动的主要领导者之一，1944年2月17日被盖世太保抓捕，4月4日被枪杀。